# Truyes
Truyes es una población y comuna francesa, situada en la región de  Centro, departamento de Indre y Loira, en el distrito de Tours y cantón de Chambray-lès-Tours.

## Demografía
| 689 | 781 | 1002 | 1254 | 1588 | 1728 |
| Para los censos de 1962 a 1999 la población legal corresponde a la población sin duplicidades (Fuente: INSEE [Consultar]) |     |      |      |      |      |